# Comitê Olímpico Nacional da Armênia

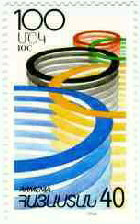
Selo armeno de 1994 comemorando a entrada do comitê nacional no COI

O Comitê Olímpico Nacional da Armênia (em armênio:  Հայաստանի Ազգային Օլիմպիական Կոմիտե) (ARMNOC) é o responsável pela participação da Armênia nos Jogos Olímpicos.